# Fleimstaler Alpen
Die Fleimstaler Alpen (italienisch Dolomiti di Fiemme) sind eine nach dem Fleimstal benannte Gebirgsgruppe der Südlichen Kalkalpen in der italienischen Region Trentino-Südtirol. Sie befinden sich zwischen den Sarntaler Alpen, Dolomiten, Vizentiner Alpen, Gardaseebergen, der Brenta und der Nonsberggruppe.
In der Alpenvereinseinteilung der Ostalpen von 1984 werden die Fleimstaler Alpen im Uhrzeigersinn folgendermaßen genauer umgrenzt. Das nördliche Ende bildet die Stadt Bozen, von wo die Grenze weiter nach Südosten über das Eggental, Reiterjoch und Satteljoch nach Predazzo verläuft. Hier über Paneveggio und Passo Rolle ins Val Cismon bis nach Mezzano. Im Anschluss über den Passo de Góbbera und Passo Brocon nach Pieve Tesino und Strigno ins Valsugana. Zum Abschluss durch das Fersental nach Trient, von wo die Umgrenzung vom Etschtal wieder nach Bozen führt.
Im Südtiroler Teil der Fleimstaler Alpen befindet sich der Naturpark Trudner Horn und im Trentiner Teil der Parco Naturale Paneveggio – Pale di San Martino.